# Distretto di Svjatošyn
Il distretto di Svjatošyn (in ucraino Святошинський район?; in russo Святошинский район?) è uno dei 10 distretti amministrativi in cui è suddivisa la città di Kiev.

## Storia

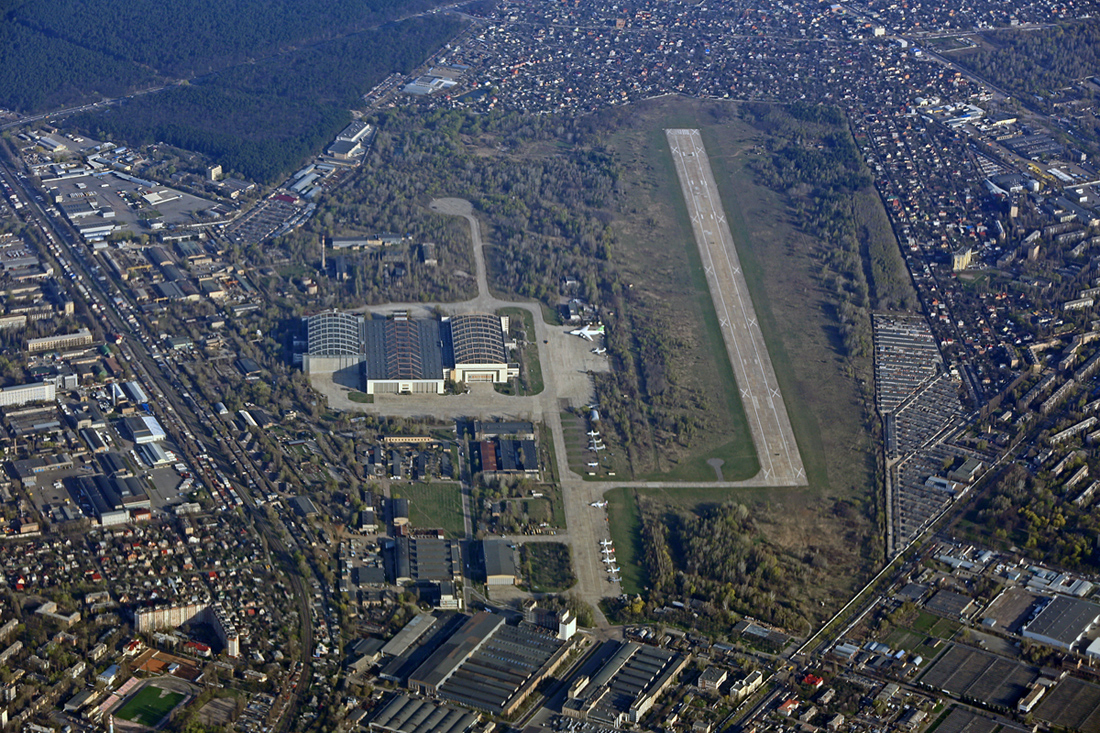
Azienda aeronautica Antonov

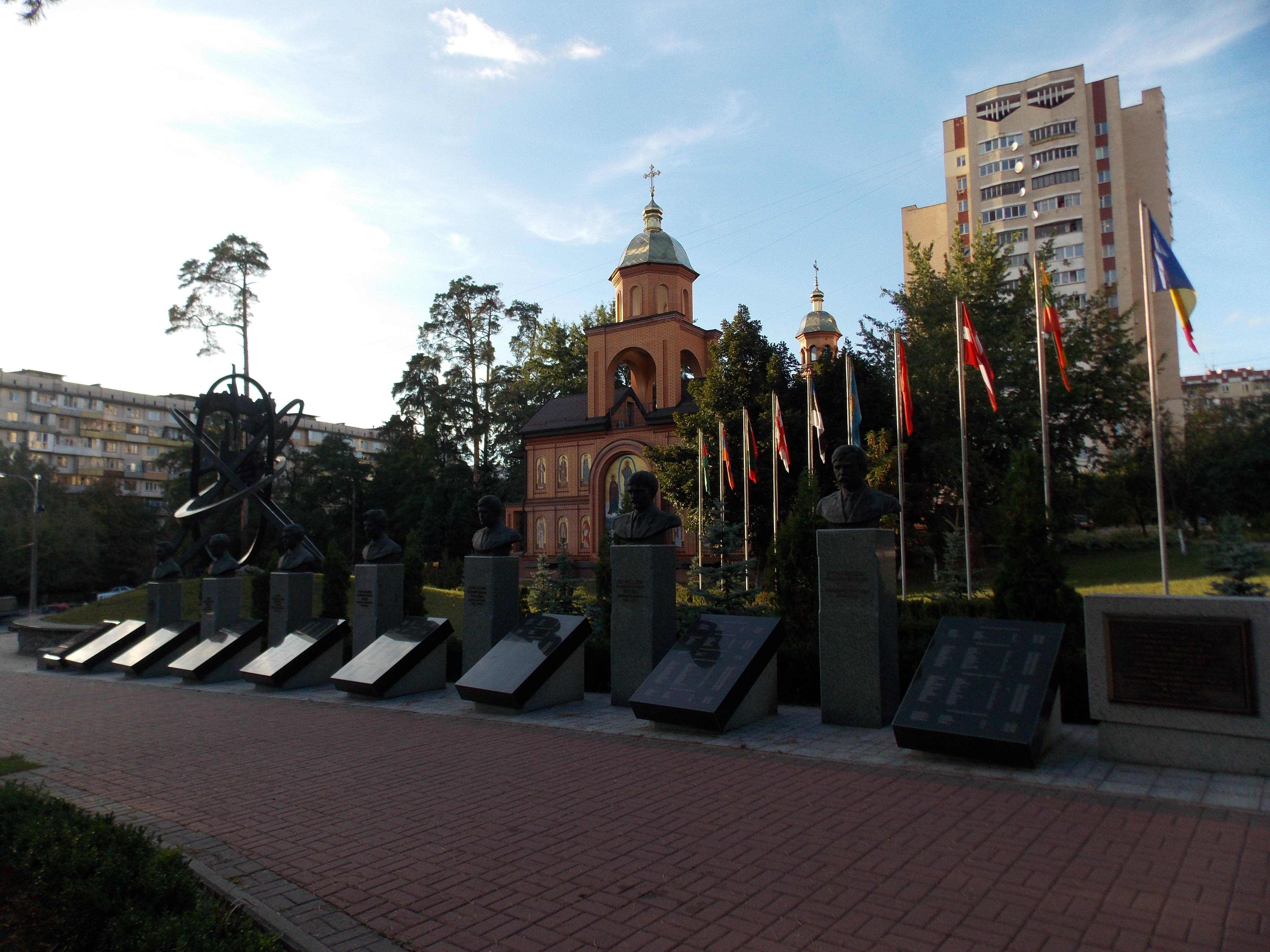
Monumento che ricorda il disastro di Černobyl'

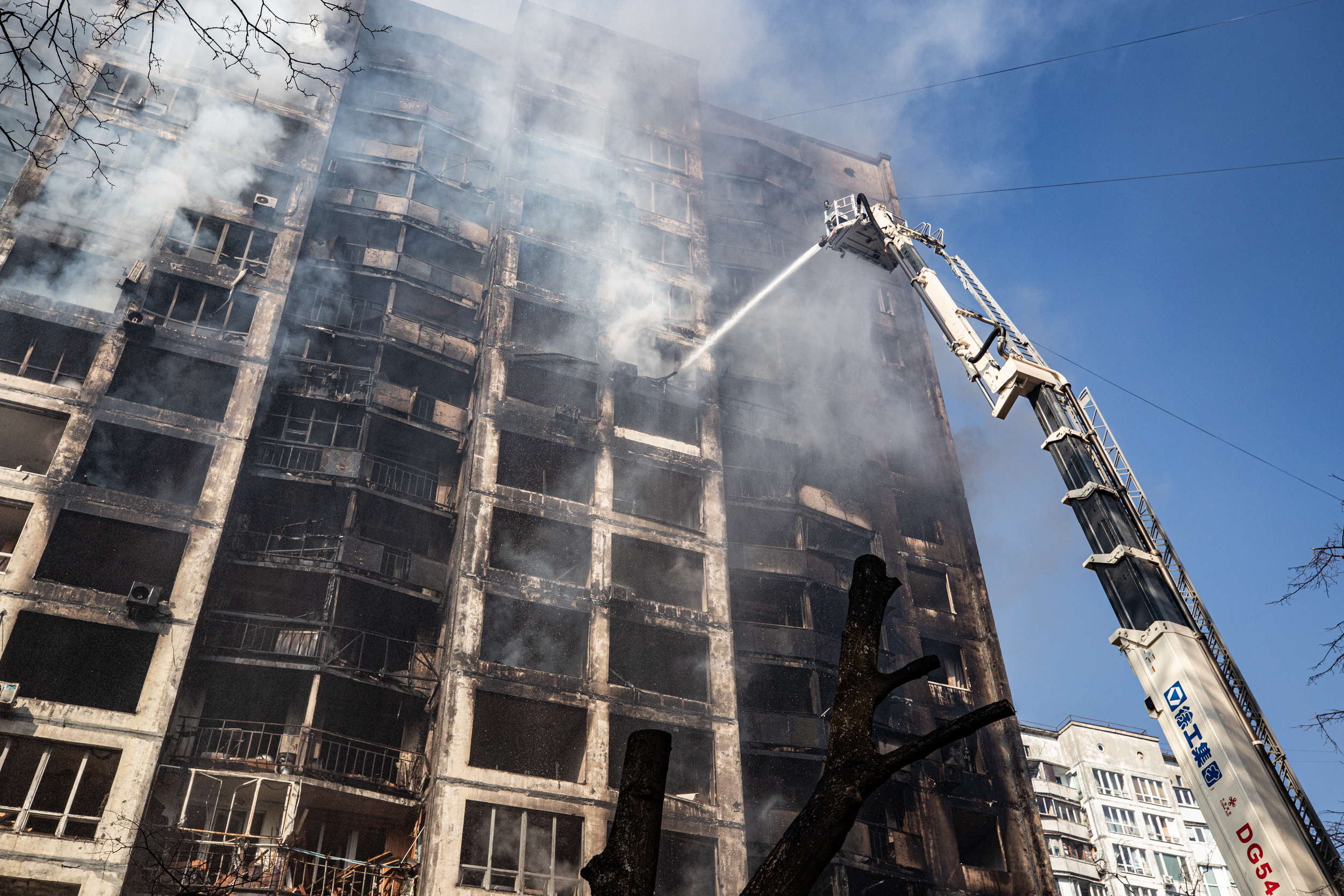
Edificio civile colpito il 15 marzo 2022 durante l'attacco russo

Il territorio al tempo del Rus' di Kiev appartenne a Nicola di Černihiv. Prima della rivoluzione d'ottobre qui c'erano le ville per i soggiorni estivi del ceto mercantile e industriale di Kiev. Nel 1973 vennero riorganizzati i distretti cittadini ma fu solo nel 2001 che il distretto assunse il nome e lo status recenti.

## Descrizione
Il distretto di Svjatošyn è il più occidentale della citta di Kiev, alla destra del fiume Dnepr.
Ha una superficie di 110 km² con 318400 residenti.
Rappresenta uno dei principali centri scientifici e industriali della capitale dell'Ucraina con impianti industriali, istituti dell'Accademia nazionale delle scienze dell'Ucraina e istituti minori. Le principali attività sono legate allo sviluppo e alla produzione di aeromobili, antenne paraboliche, sistemi informatici e altri prodotti meccanici.

## Luoghi d'interesse
Nel distretto si trovano: 
- Azienda aeronautica Antonov, che durante l'attacco russo il 14 marzo 2022 è stata colpita.[4]
- Monumento che ricorda il disastro di Černobyl'